# Giao lĩnh

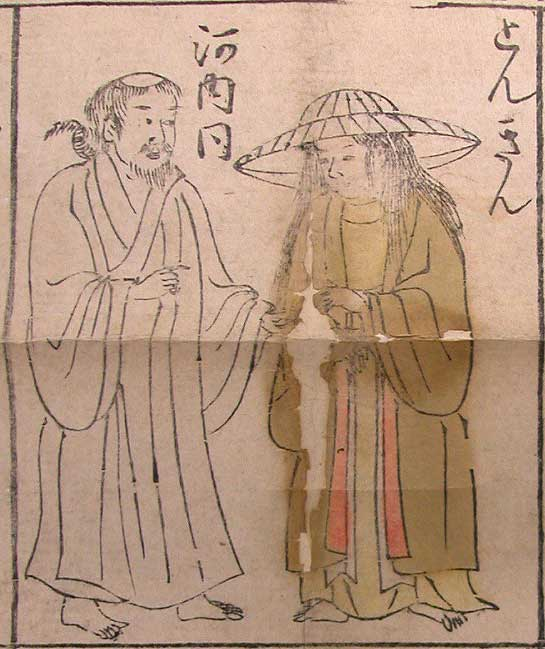
Thói quen ăn mặc ở An Nam theo Vạn quốc nhân vật đồ do người Nhật Bản khắc in năm 1645: Đàn bà mặc áo cổ tròn, còn đàn ông mặc áo cổ chéo.

Áo Giao lĩnh, hay Giao lãnh (Hán tự:交領), âm Nôm là Áo Tràng bạt (長拔).Từ tràng bạt vốn xuất phát từ tập quán tràng áo xiên (tức cổ áo) được tạo thành bằng cách ghép thêm vạt cả. Áo cổ chéo thường được dùng như lễ phục, tế phục mặc phủ ra ngoài.

## Lịch sử
Kiểu áo này phổ biến vào thời phong kiến ở Việt Nam. Áo giao lĩnh là 1 dạng của áo trực lĩnh
Trong Phủ biên tạp lục của Lê Quý Đôn có ghi chép về sự kiện triều đình chúa Trịnh quy định y phục cho vùng Thuận Hóa (Mới chiếm được của chúa Nguyễn từ năm 1774):" Mùa xuân năm Bính Dần, đặt trấn phủ Nha môn ở Thuận Hóa. Bắt đầu từ tháng 7, tuyên dụ rõ rằng: Y phục bản quốc (Y phục triều Lê - Trịnh) có chế độ riêng, địa phương này trước đây cũng tuân theo quốc tục. Nay cung vâng Thượng đức, dẹp yên biên phương, trong ngoài thống nhất, chính trị và phong tục cũng nên như một. Các loại quần áo kiểu Khách (kiểu Trung Quốc) còn thấy phải đôi theo quy chế quốc tục (...) Đàn ông, đàn bà mặc áo trực lĩnh ngắn tay, ống tay áo rộng hẹp cho được tùy tiện. Áo thì từ hai bên nách trở xuống đều nên may khép lại (không xẻ tà), không được để mở, không được chiết eo. Riêng đàn ông nếu muốn mặc áo cổ tròn hẹp tay để tiện làm việc cũng được. Lễ phục dùng áo trực lĩnh ống tay dài, hoặc may bằng vải Thanh Cát, hoặc vải thâm, hoặc vải trắng tùy nghi"
Trong Gia Định thành thông chí, Trịnh Hoài Đức cho biết trước năm 1744 khi chúa Nguyễn Phúc Khoát ra lệnh cải cách y phục thì người Việt tại Gia Định:" vẫn tuân theo tập tục cũ của Giao Chỉ, người dân xõa tóc đi chân đất, nam nữ đều dùng áo trực lĩnh ngắn tay, áo may khép lại hai bên nách, không có quần, đàn ông dùng một khổ vải quấn quanh eo, đến dưới mông thì bó lại thắt vào vùng rốn, gọi là cái khố, đàn bà có loại váy quây không gấp nếp, đội nón lớn"

Thời nhà Lê Trung Hưng, trước năm 1744, người dân Đàng Ngoài và Đàng Trong đều mặc áo trực lĩnh. Các dạng áo trực lĩnh có ba kiểu chính: Giao lĩnh, Bù long và áo cổ thìa.

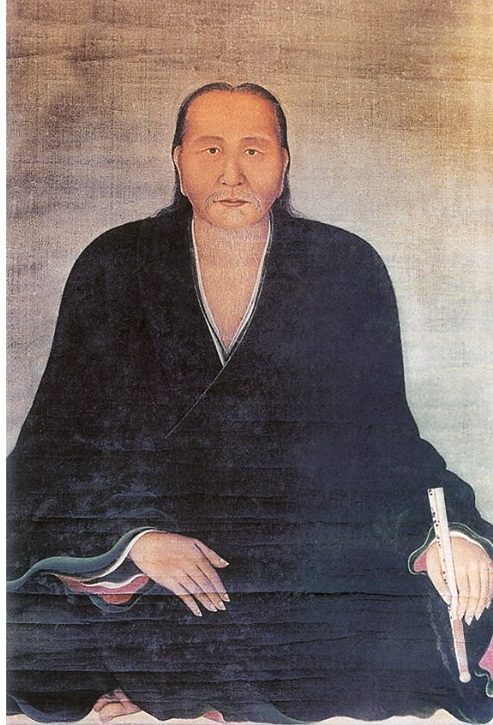
Tranh thờ danh nhân Nguyễn Quý Đức (1648-1720) mặc Bù Long
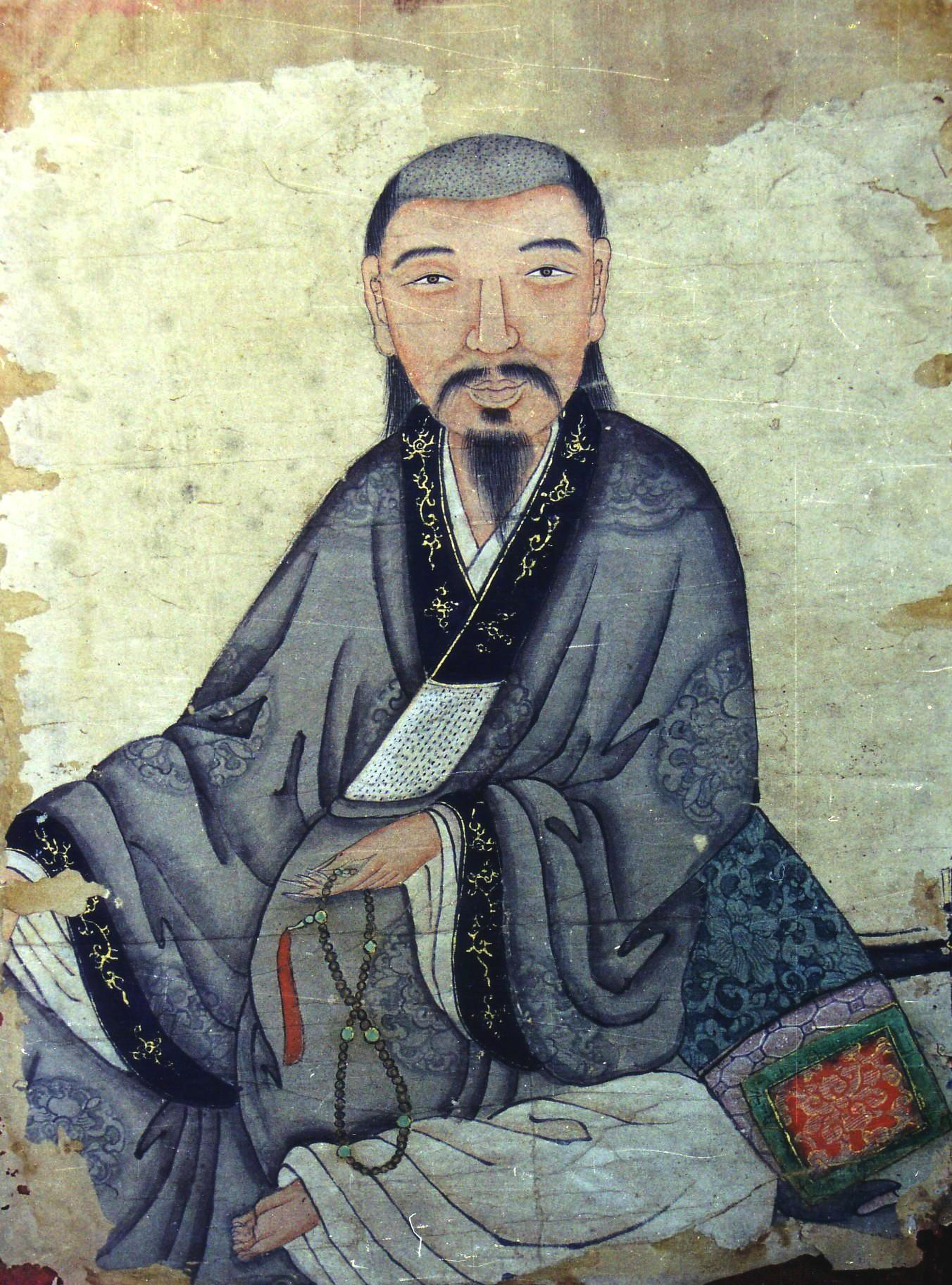
Tôn Thất Hiệp hay Nguyễn Phúc Thuần (1653-1675) con của chúa Hiền Nguyễn Phúc Tần, trang phục có thể là áo Tràng bạt hoặc áo cổ thìa
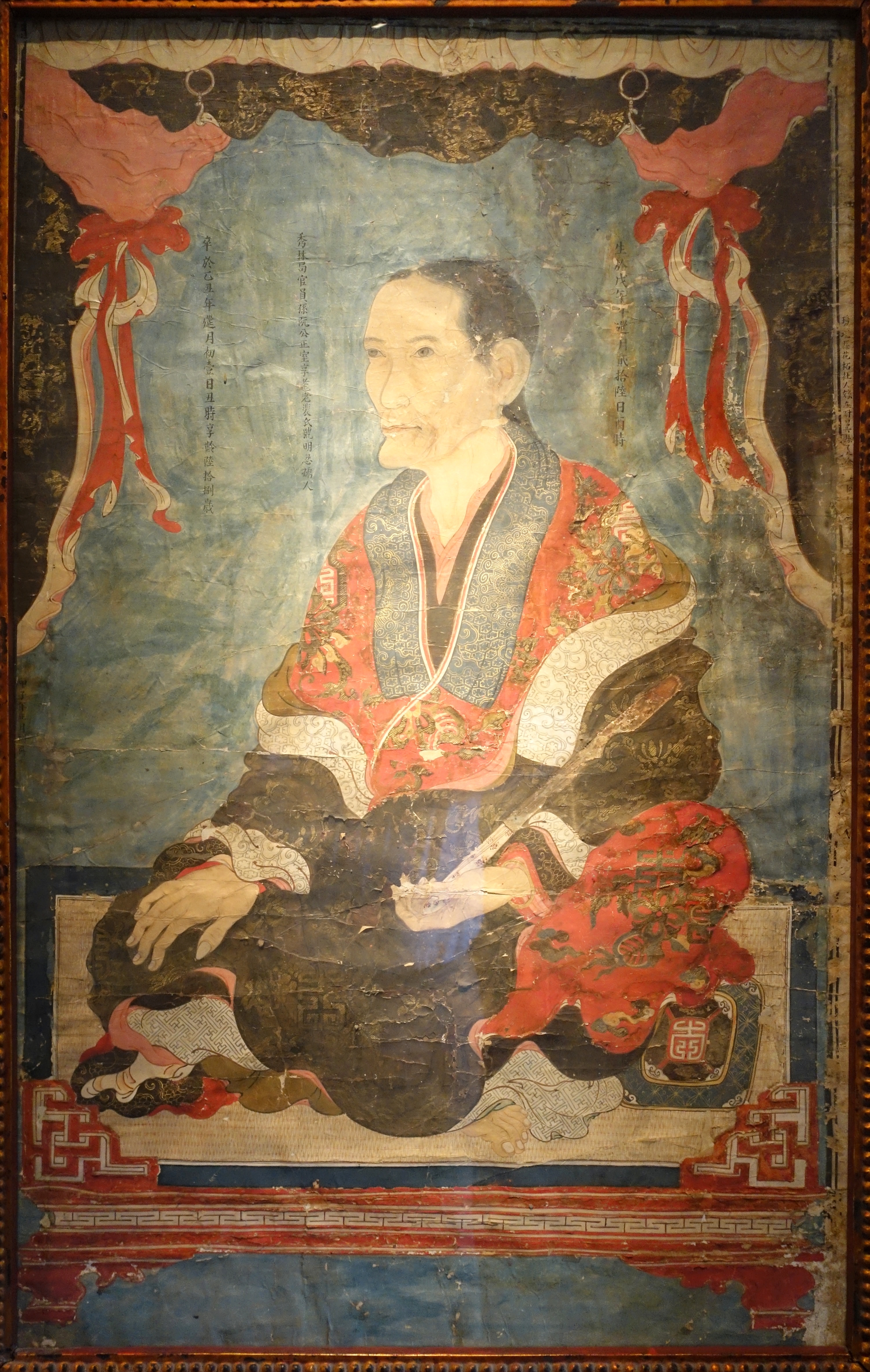
Chân dung Minh Nhẫn Nhụ nhân Bùi Thị Giác (1738-1805; Quỳnh Phụ - Thái Bình), lưu tại Bảo tàng Mỹ thuật Việt Nam. Trang phục bên ngoài khoác một áo cổ thìa màu đen, để lộ vai và lớp áo cổ thìa màu cam bên trong
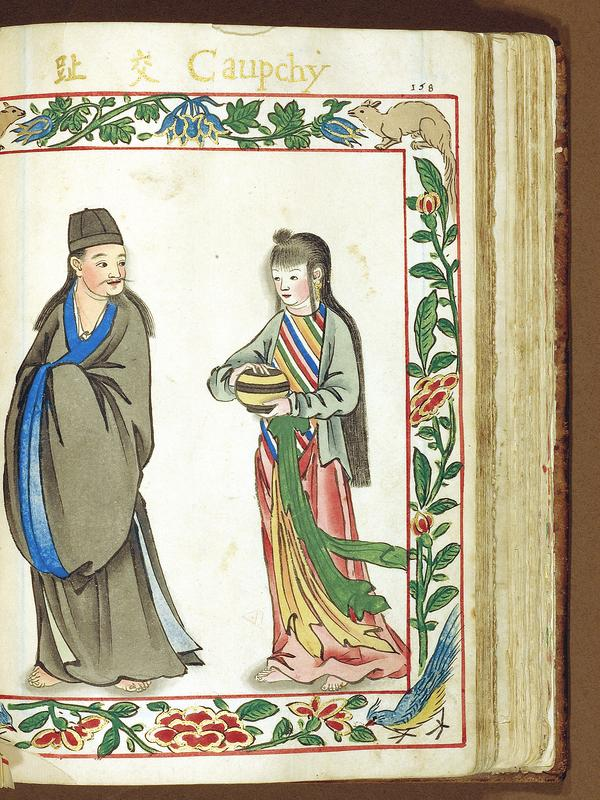
Người Việt Đàng Ngoài (Caupchy - Giao Chỉ) trong Boxer Codex (1590)
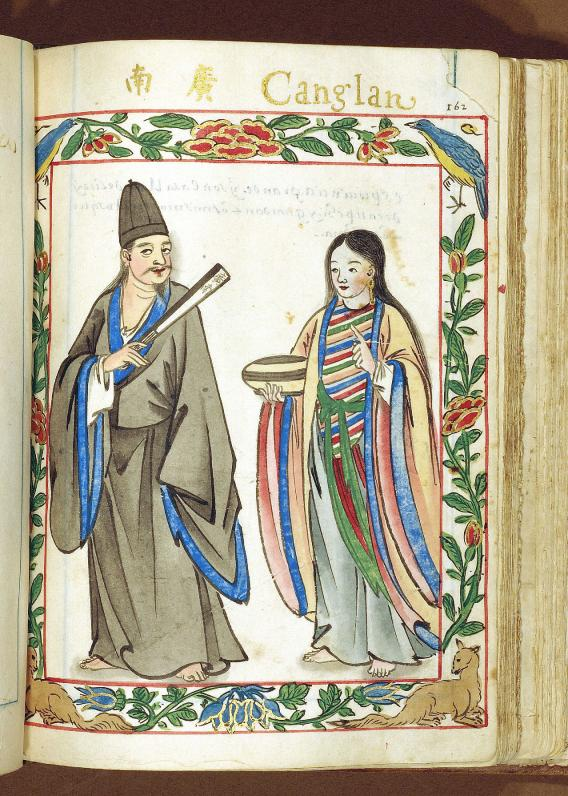
Người Việt Đàng Trong (Canglan - Quảng Nam) trong Boxer Codex (1590)

Sang đến thời chúa Nguyễn Phúc Khoát năm 1744(Có giả thuyết từ khi Đào Duy Từ phù chúa Nguyễn Phúc Nguyên năm 1627-1634) có lệnh đổi trang phục của người Đàng Trong, dùng áo 5 thân cài nút lập lĩnh (cổ đứng), bỏ vi quần(váy xống) để mặc xiêm quần(trong lót khố 2 ống). Nam giới Đàng Ngoài mặc áo trực lĩnh cho đến khi trào Nguyễn dẹp trào Tây Sơn.
Sách Minh Mạng chính yếu cho biết vào năm Đinh Hợi (1827) vua Minh Mệnh đã lệnh bắt phụ nữ từ sông Gianh trở ra miền Bắc phải theo trang phục như miền trong, nhưng mệnh lệnh đó không được thi hành nên đến năm Đinh Dậu (1837) vua lại ban dụ rằng: "Ngày trước, từ Linh Giang [sông Gianh] trở ra Bắc, dân vẫn mặc y phục như tục cũ. Đã ban dụ truyền lệnh sửa đổi theo y phục từ tỉnh Quảng Bình trở vào miền trong, để phong tục đồng nhất. Lại cho thời hạn rộng rãi, khiến dân được thong thả may sắm quần áo. Từ năm Minh Mệnh thứ 8 đến nay, đã mười năm rồi, vẫn nghe nói dân chưa sửa đổi. Vả lại, từ tỉnh Quảng Bình trở vào Nam, mũ khăn, quần áo đều theo cách của Đại Hán,Đại Minh, xem khá tề chỉnh. Theo phong tục cũ của người miền Bắc,nam mặc đậu khố, con gái mặc áo thắt nhuyễn,hạ y mặc vi quần. Đẹp xấu đã thấy rõ rệt. Có kẻ đã theo tục tốt, cũng có kẻ vẫn giữ nguyên thói cũ, phải chăng cố ý làm trái mệnh trên? Các tỉnh thần nên đem ý ấy mà chỉ bảo, khuyên dụ nhân dân. Hạn trong năm nay, phải nhất tề thay đổi. Nếu đầu năm sau còn giữ theo y phục cũ, sẽ bị tội"

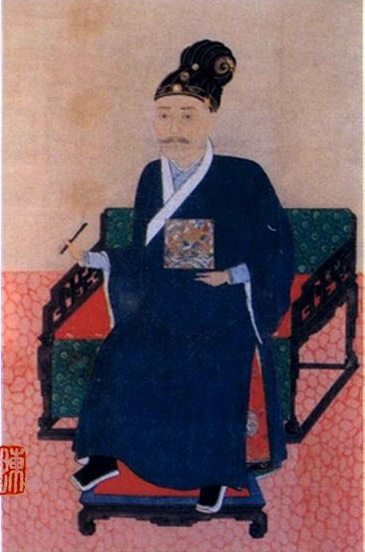

Dưới thời Nguyễn, lối y phục tiền trào bị cấm, Bù long và áo cổ thìa biến mất, Giao lĩnh chỉ còn dùng như loại áo thụng mặc cùng phong cân trong lúc tế lễ. Nam giới bắt đầu mặc lập lĩnh nhưng nữ giới bắc sông Gianh vẫn mặc Áo tứ thân,yếm chỉ còn sắc trắng không thêu hoa văn, mặc vi quần màu đen(quần không đáy,xống). Cách mặc của 4 thân có 2 cách là buông vạt và buộc chéo vạt che nương. Các phong tục thời Lê là mặc áo trực lĩnh kết hợp đinh tự cân, chu lạp đính mao, bức cân đều bị giản lược để kết hợp với áo lập lĩnh. Những loại áo mũ thời lê chỉ còn xuất hiện tại lễ hội Bắc Bộ để tưởng nhớ tiền triều.

## Mô tả
Đây là một loại áo rộng. Kiểu áo thời Lê vạt cả thường nhỏ hơn thân, ít khi xẻ tà hai bên hông nhưng sang thời Nguyễn luôn xẻ tà, vạt cả rộng bằng thân. Áo may dài tay, rộng tay (32–36 cm). Thân áo dài từ ngang xương ống đồng đến chấm gót chân và may bằng năm - sáu tấm vải, không phân biệt giới tính. Theo thư tịch cũ minh họa thì đàn bà mặc áo phủ ngoài, bên trong là yếm che ngực. Phía dưới bụng quấn váy, buộc bằng thắt lưng nhuộm màu, hai đầu buông thả, nếu thân phận là hoa nương hoặc quý tộc thì phủ ngoài còn 1 lớp xiêm thường thêu hoa văn. Đàn ông cũng mặc áo ra ngoài quần hay khố. Vạt bên trái được kéo chéo qua ngực và bụng rồi buộc vào dưới nách áo bên phải, phân biệt với áo cổ thìa có gút buộc nằm ngang xương mỏ ác. Hiện vật trong một số mộ cổ như ở Nhật Tân, Tây Hồ hay ở mộ Đại tư đồ Nguyễn Bá Khanh (Hưng Yên) đã phát hiện một lượng áo lớn áo giao lĩnh.
Đến thế kỷ 19 thì áo giao lĩnh không còn dùng như thường phục nữa mà chỉ sử dụng làm quan phục, tế phục. Trong dân gian thì gọi là áo thụng. Trong triều thì gọi là "bổ phục" để các quan mặc ra bên ngoài cùng khi có đại tế hay vào chầu vua. Khi mặc áo thì đính thêm bố tử ở ngực và lưng để rõ phẩm ngạch. Đại để là Thời Nguyễn, từ "trực lĩnh" cũng biến mất hẳn vì chỉ còn dùng loại trực lĩnh buộc vạt sang phía nách gọi là "giao lĩnh"

### Chất liệu
Áo trực lĩnh được may từ tơ tằm: sa(紗), gấm(cẩm錦), đoạn ,lang(綾),the(thi絁)... Mùa hè trời nóng thì dùng sa/the, vải thanh cát (tơ thân cây chuối để dệt như cách sản xuất tại Philippin và tỉnh Okinawa-Nhật Bản do vị trí địa lý vùng nhiệt đới). Mùa đông thì dùng gấm, đoạn.
*Chú ý
-Tượng nữ có kết cấu chân tóc cài hoa điền(花鈿),trên đỉnh tóc cài điền hạp(鈿合),buộc tóc bằng kê đai(笄帶)
-Nữ quý tộc có thể dùng Lược phát tử(掠髮子),nhiếp(鑷),nhĩ hoàn(耳環),trạc(鐲),sai(釵).Ngoại y có bán tí(半臂),mã quái(馬褂)
Tay cầm quạt kim phiến(金扇),đại mạo phiến(玳瑁扇)
-Nữ quan đeo đinh tự quan(丁字冠),vân kiên(雲肩)
-Bí(帔)là ấp quàng vai khi nữ xuất giá để kết hôn
-Áo 4 thân trào Lê-Nguyễn có thể nối với nhau bằng khấu(扣)có loại kim hoặc ngân hoặc đồng,
nữu(鈕)là lỗ dây kết kiểu cách đa dạng cho áo bù long
-Thôn nữ mặc áo 4 thân trách tụ buộc nhuyễn,tóc tết gọn,làm duyên bằng búi nhúm tóc nhỏ trên đỉnh đầu
-"Tràng vạt"là cách đọc hiện đại ảnh hưởng Pháp thuộc,trước đó không dùng âm"v"
Mũ hỏa phật trên các tượng nữ hậu phi,công chúa trào Lê là mũ phong cách phật giáo,không phải mũ theo lịch sử mà người Việt đội.